# Димитерс, Каспар
Каспар(с) Димитерс (латыш. Kaspars Dimiters; род. 1 мая 1957, Рига) — латвийский музыкант и общественный деятель.

## Биография
Родился в актёрской семье Вии Артмане (1929 — 2008) и Артура Димитерса (1915 — 1986). С 17 лет начал сочинять стихи. С 1979 года его песни звучали на латвийском радио. Димитерс в качестве автора текстов сотрудничал с такими латвийскими композиторами, как Зигмарс Лиепиньш, Гунарс Розенбергс, Иварс Вигнерс и Улдис Стабулниекс. С 1983 года Димитерс участвовал в группе Opus, но с 1985 года перешёл к сольной карьере, сотрудничая с гитаристом Айваром Херманисом и его группой Remix. В 1987 году Димитерс выступил основателем группы Slēģi, в этот же период он обратился к лютеранской вере.
Автор либретто к рок-опере З. Лиепиньша «Собор Парижской Богоматери» (латыш. «Parīzes Dievmātes katedrāle», 1997). В 2000 году Зигмарc Лиепиньш написал по либретто К. Димитерса оперу «Роза и кровь» (латыш. «No rozes un asinīm»).
В 2006 году Димитерс сыграл в картине режиссёра Виестура Кайриша «Тёмные олени» (латыш. «Tumšie brieži»).
Димитерс, являясь противником гомосексуальности и ее пропаганды, в 2006 году выступал против проведения гей-парада в Риге.
Каспар Димитерс принял православие, является прихожанином Латвийской православной церкви. Принимает участие в реставрации и росписи православных церквей в Латвии, работая как художник, каменщик и плотник. Хотел отказаться от латвийского гражданства и стать негражданином.
Женат, имеет двоих детей. Жена Лига Димитере также является общественным деятелем.

## Фильмография
- 2006 — Тёмные олени — Альфс

## Дискография
- Princesite
- Cik smalkā diegā viss karājas
- Mans kumoss pilsētas baložiem (ar Remix, LP, 1988)
- Krusta skola jeb Kliedziena attālumā no sirds (MC, CD, 1995)
- Pēdējais pirāts (MC, 1996)
- Puisēns aizlido (MC, CD, 1997)
- Tims Tālers jeb Pārdotie smiekli (MC, 1998)
- Rīgas Laiks (MC, 1998)
- Pirāts atkal burās (MC, 1999)
- Ai, Latvija (MC, CD, 2001)
- Dzīvie uz salas (MC, CD, 2002)
- "Я латыш, украинец и русский и..." (CD, 2022)
- Война за детские души (CD, 2022)
- Я вас люблю (CD, 2023)